# Fulbe

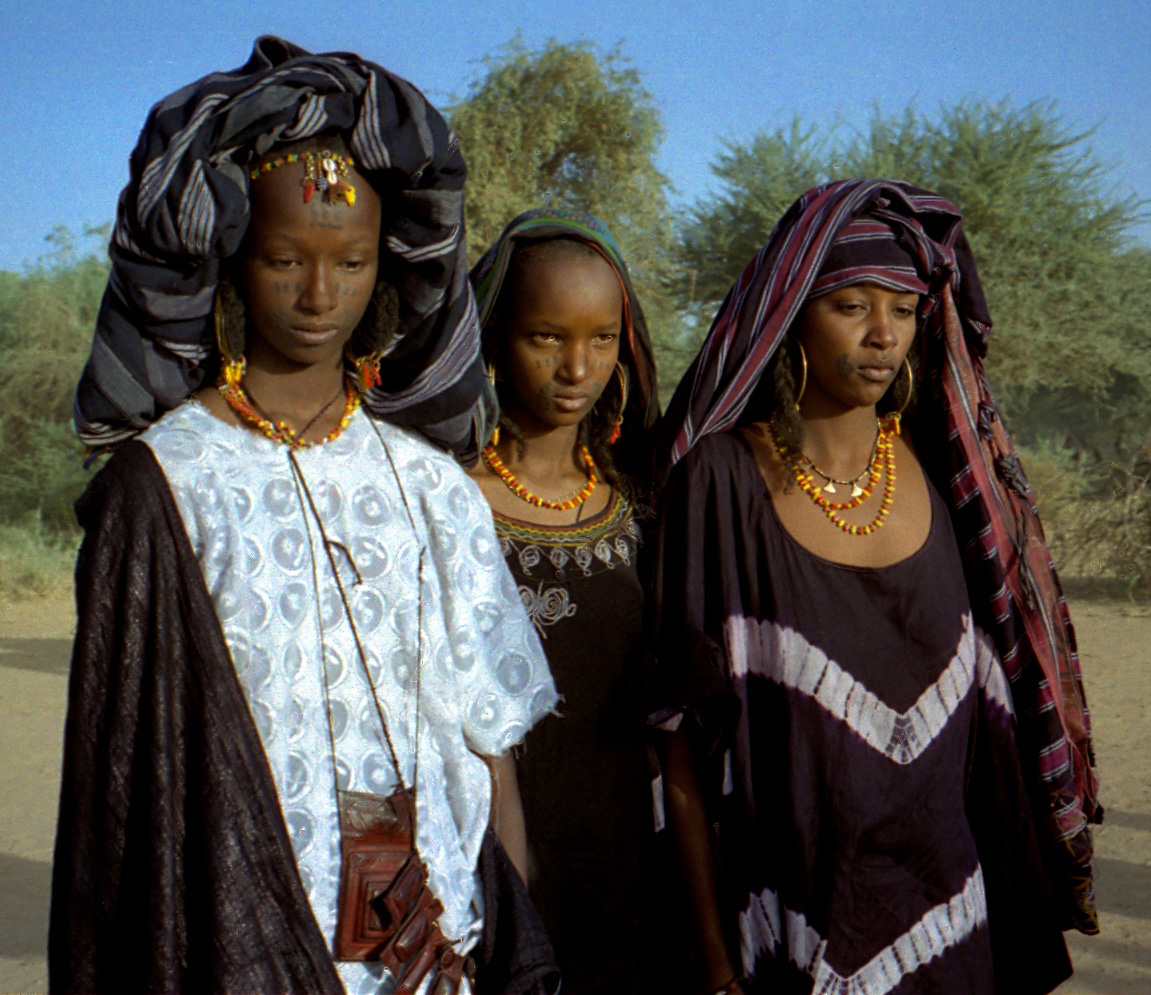
Fulani-Frauen mit traditionellen Gesichtszeichnungen

Die Fulbe (in ihrer Sprache fulfulde Fulɓe genannt), eigentlich Fula (auch unter Fulla, Fullah oder Fulani, ihrem französischen Namen Peul, Peulh oder als Felatta bekannt), sind in großen Teilen Westafrikas ein ursprünglich nomadisierendes Hirtenvolk, das heute überwiegend sesshaft ist.

## Name, Verbreitung
Es gibt eine Vielzahl von Bezeichnungen und Namensschreibungen – Fulani, Fúlàní, Fula, Fulla, Fullah, Fulah, Foulah, Fulas, Futafula, Fulata, Fellah, Felatta, Felatah, Fellaata, Fulanie, Filani, Hilani, Peul, Peulh, Pulo u. a.
Fulbe ist die Mehrzahl, Pullo  die Einzahl, aus den beiden Wurzeln pul- / ful- haben sich alle weiteren Bezeichnungen gebildet. Die im Senegal gebräuchliche Bezeichnung Halpulaar oder Haalpulaar setzt sich aus haal-ude (sprechen) und Pulaar (einer im Senegal verbreiteten Variante der Sprache) zusammen. Die Zahl der Fulbe nimmt – wie die gesamte westafrikanische Bevölkerung – enorm rasch zu: Schreiben Quellen aus den 1970er und 1980 Jahren (und andere Werke, die sich auf diese Quellen berufen) noch von insgesamt 10 bis 15 Millionen Fulbe, so war die Zahl der Fulbe Anfang des 21. Jahrhunderts bereits auf 25 Millionen angewachsen, seit dem Jahr 2015 leben 40 Millionen Fulbe in Westafrika.
Diese enorme Zunahme geht mit der Bevölkerungsexplosion in den Sahelländern einher. In einigen dieser Länder bringen Frauen im Schnitt mehr als sechs Kinder zur Welt. In Mali z. B. ist die Gesamtbevölkerung allein seit der Jahrtausendwende um 50 Prozent gestiegen (aus 11 Millionen im Jahr 2000 wurden 17 Millionen Anfang 2016) Dazu kommt, dass die Fulbe-Frauen zu jenen Gruppen gehören, die bei den Geburten pro Frau oft noch über dem jeweiligen Länderschnitt liegen.
Die Fulbe leben in meist größeren Gruppen in der gesamten Sahelzone von Mauretanien, Senegal, Gambia, Guinea-Bissau, Mali, Burkina Faso, Niger sowie weiter südlich von Guinea über Nigeria und Kamerun bis nach Tschad und die Republik Sudan. Allein in Guinea gibt es mindestens 4 Millionen Fulbe. Guinea ist das einzige Land, in dem die Fulbe mit über 40 % Bevölkerungsanteil das (relative) Mehrheitsvolk bilden.
Die Fulbe leben in kleineren Gruppen auch in weiteren Staaten, etwa in Sierra Leone (hier stellen sie als Fullah knapp 267.000 Einwohner; Stand 2015), Ghana, der Elfenbeinküste, Togo, Benin, der Zentralafrikanischen Republik, in Liberia, und im Sudan, dort besonders in der Stadt Kassala.
Zu den Fulbe gehört eine Vielzahl von Clans wie Umm Bororo, Uda, Djafun, Dooga, Dindima, Adamawa, Danedji, Sisilbi, Fuuta, Boodi, die alle zu den Wodaabe in Niger gehören, sowie die Tukulör in Mauretanien und im Senegal.

## Ursprung

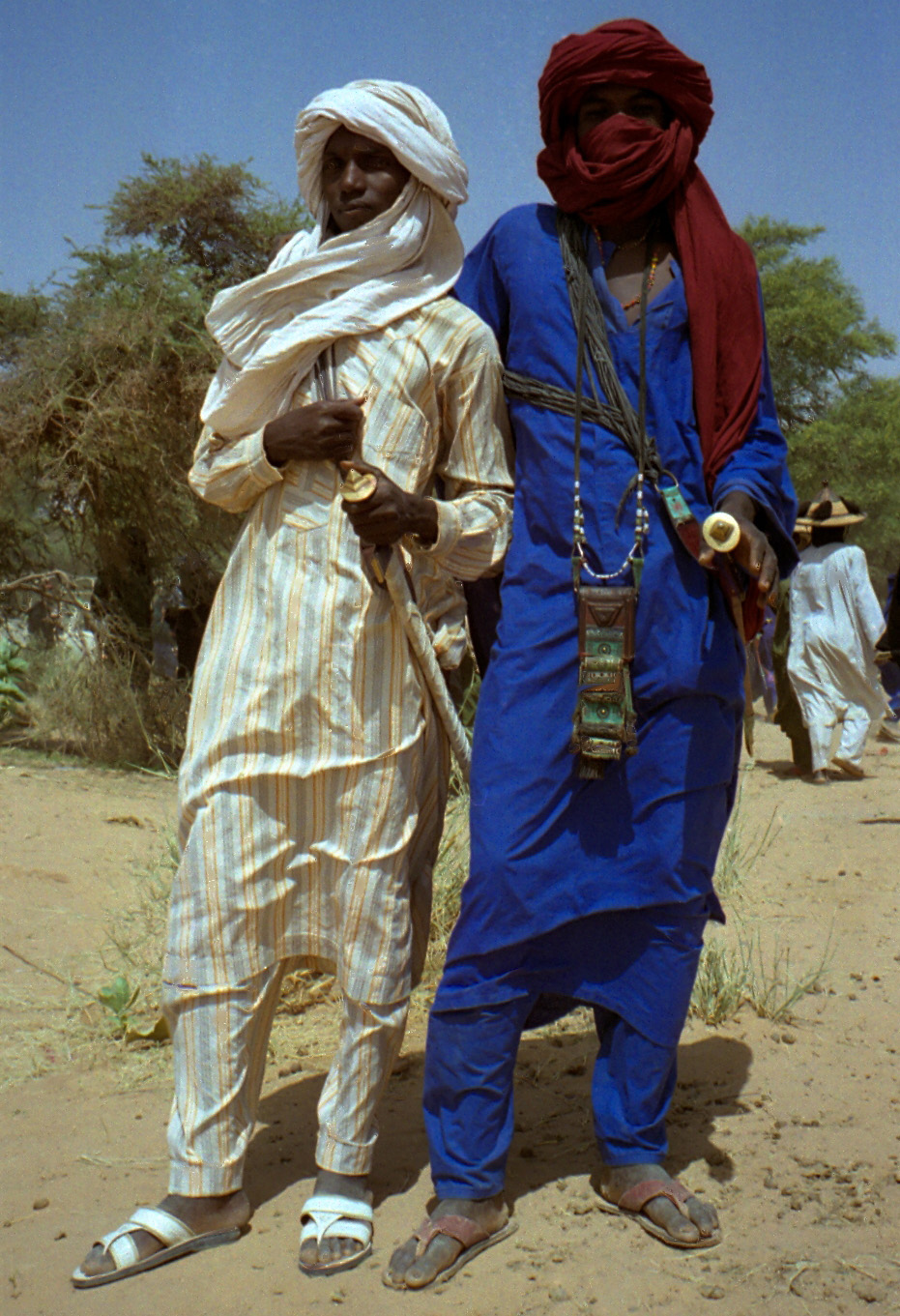
Zwei Fulani-Männer

Die ethnische Herkunft der Fulbe ist bis heute nicht eindeutig geklärt. Die frühen europäischen Ethnologen des 19. und 20. Jahrhunderts waren sich über den Ursprung der Fulbe sehr uneinig. Einige Theorien nahmen gemäß der Hamitentheorie eine Abstammung der Fulbe von Ham, dem Sohn Noachs an, andere wiederum sagten ihnen einen judäo-syrischen, manchmal sogar europäischen Ursprung nach.
Die Fülle der widersprüchlichen Ansätze lässt sich durch den etwas fremdartigen Charakter der Fulbe erklären. Der Phänotyp einiger Individuen differiert teilweise erheblich von dem der benachbarten Ethnien. Darüber hinaus praktizieren die Fulbe traditionell eine strikte Endogamie, was zu einer weitgehenden Isolation führt, die darüber hinaus durch ihr ebenfalls traditionelles Nomadendasein noch verstärkt wird.
Eine weitere Erklärung für die europäischen Versuche, die Fulbe ethnogenetisch zu lokalisieren, liegt in dem Umstand, dass sie zur Zeit der Kolonialisierung eine Vormachtstellung in Westafrika innehatten. Die Europäer versuchten, diese militärische Überlegenheit mit einer hypothetischen Überlegenheit der „weißen Rasse“ in Einklang zu bringen. Die Fulbe stellten in diesem Fall einen „entarteten“ Vertreter dieser Rasse dar, der allerdings aufgrund seiner Herkunft immer noch ein Minimum an Überlegenheit gegenüber den Schwarzen aufweisen musste.
Diese Darstellung ist obsolet, da die Fulbe sowohl kulturell als auch lingual klar der westafrikanischen Sphäre zuzuordnen sind. Dennoch bestehen einige Parallelen zu den Nomadenvölkern Ostafrikas, die einen möglichen ostafrikanischen Ursprung oder zumindest eine starke Beeinflussung nicht ausschließen lassen.
Die Fulbe selbst sehen sich heute als Nachfahren mekkanischer Araber, die den Propheten Mohammed begleiteten. Diese Sicht ist auf den Einfluss des Islams zurückzuführen und steht im Widerspruch zum alten polytheistischen Glauben der Fulbe.
In den mündlichen Traditionen der Fulbe ist von einem mythischen Ursprungsland „Héli e Yôyo“ zwischen dem Fluss „Milia“ und dem „Meer der Freude“ die Rede. Sie hätten in diesem Land gelebt und zweiundzwanzig seiner Herrscher seien Fulbe gewesen. Nachdem sie sündig geworden waren, seien sie jedoch von ihrem höchsten Gott, „Geno, dem Ewigen“, aus „Héli e Yôyo“ verbannt worden. Diese Geschichte entspricht im Wesentlichen den Ursprungsmythen vieler Völker, wonach sie aus einem irdischen Paradies aufgrund eines Sündenfalls verbannt worden seien.
Dennoch gibt es Ansätze, das Land zu lokalisieren. Der guineische Autor Tierno Monénembo setzt Héli e Yôyo in seinem Werk Peuls mit Ägypten gleich. Dieses liege zwischen dem Nil und dem Roten Meer.
Diese These deckt sich zumindest zu Teilen mit der Theorie, wie sie Alain Anselin vertritt. Anselin kommt mittels komparativer Methoden der linguistischen Altertumskunde zum Ergebnis, dass die Ethnogenese der Fulbe deutlich in die vorchristliche Zeit zurückgreife und in Ostafrika zu lokalisieren sei. Aus dem äthiopischen Hochland seien Rinder haltende Kriegerclans ins nördliche Ägypten vorgedrungen und dort auf indische Tamilhirten gestoßen. Gemeinsam sei man in die vegetationsstarke Zentralsahara des zweiten vorchristlichen Jahrhunderts gezogen. Hinterlassenschaften dieser Zeit könnten die Felsmalereien im Tassili-Gebirge sein, die Parallelen aufwiesen zum Lebenszuschnitt heutiger Hirtenfulbe. Anselin stellte zudem fest, dass diverse Clannamen (Diallo, Ka, Kan, Dicko) Ähnlichkeiten aufwiesen zur Tamilsprache.

## Geschichte
Bereits um 1000 n. Chr. hatten sich im Zuge des blühenden Transsaharahandels in Senegal bedeutende städtische Kulturen herausgebildet. Die Sprache der Fulbe, das Fulfulde oder Ful, bildete sich schon vor dem 10. Jahrhundert im Senegaltal aus. Zwischen 1300 und 1350 wanderten die ersten Fulani aus dem Futa Toro in das Gebiet der Hausastaaten und nach Bornu ein. Der arabische Autor al-Maqrīzī (1364–1442) erwähnt ihre Anwesenheit in diesen Gebieten. Denanke war 1517–1776 ein animistischer Staat der Fulbe im Senegal-Tal.
Im Lauf der Jahrhunderte wurden viele Fulanis sesshaft. Gegen Ende des 17. Jahrhunderts hatten bereits einige von ihnen den Islam angenommen. Der Entdecker Richard Jobson, der 1620–1621 eine Expedition zum Gambia-Fluss unternahm, stieß auch dort auf Fulbe. Im Zuge des Dschihad der Fulbe errichteten die Fulani mehrere Reiche, so zum Beispiel Alfa Ba 1725 im Futa Djalon. 1775 erklärten im Futa Toro zwischen dem Senegal und dem Ferlo die muslimischen Torobbe Fulani einen Dschihad gegen die heidnischen Dayankobe Fulani.
Wichtige Quellen für die Geschichte der Fulani sind europäische Reiseberichte. Mungo Park erwähnt in dem Bericht über seine Reisen 1795–1796 das Fulani-Reich von Bondu im heutigen oberen Senegal. In dem Bericht über seine zweite Reise 1805–1806 spricht er von kriegerischen Auseinandersetzungen zwischen den Fulbe und ihren Nachbarn in der Gegend von Timbuktu und dem oberen Niger. Dixon Denham, der zwischen 1822 und 1824 den Tschadsee erkundete, beschrieb größere Fulani-Siedlungen in diesen Regionen, Mandara-Gebirge östlich von Bornu sowie im Tal des Schari.

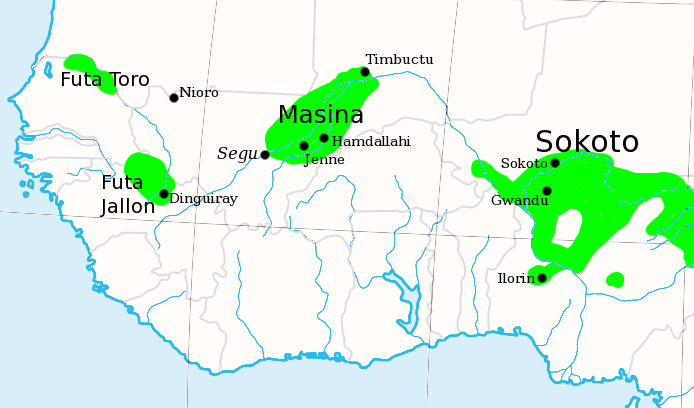
Fulani-Dschihad-Staaten in West-Afrika, um 1830.

Bis zum frühen 19. Jahrhunderts waren die meisten Fulani Muslime. Um 1800 gründete ein Marabout namens Alfa Muhammad Diobo die Stadt Say auf dem Gebiet des heutigen Staates Niger. Damit begann unter den Fulani des zentralen Sudan eine Reformbewegung, die in die Gründung des Kalifats von Sokoto einmündete. Begründer dieses Staates mit Zentrum im Norden Nigerias war Usman dan Fodio (1754–1817). Um 1808 griffen seine Fulani-Kämpfer den Shehu von Bornu an, der sie 1810 mit Hilfe von Muhammad al-Amīn al-Kanemi allerdings zurückschlagen konnte. 1810 besiegte Usman dan Fodio jedoch die Hausa. 1836 zerschlagen die Fulani wiederum das Königreich Oyo im heutigen Nigeria.
Das Kalifat von Sokoto umfasste mehrere Teilstaaten, so unter anderem das Emirat Adamaua im heutigen Nord-Kamerun, begründet 1810 von Usmans Schüler Modibo Adama, sowie das Emirat Gandu, begründet um die gleiche Zeit von seinem Bruder Abdullahi dan Fodio. Nupe, das Emirat von Liptako und Djelgodji waren lange Zeit Vasallen von Gando.
Die Fulbestaaten in Adamaua riefen dazu jährlich „heilige Kriege“ aus, vor allem um Beute in den umliegenden Territorien zu machen. Dabei handelte es sich zumeist um Sklaven, die erstens für die eigene Wirtschaft benötigt wurden und die zweitens den Handel mit Europäern erlaubten.
Ein weiterer vom Kalifat von Sokoto unabhängiger Fulani-Staat war das 1862 von Al-Haddsch Omar gegründete Massina-Reich. Die Reiche der Fulbe wurden im späten 19. Jahrhundert von den Kolonialmächten Frankreich, Großbritannien und Deutschland erobert.
Eine von den Fulbe traditionell besiedelte Bergregion im Südosten Senegals wurde 2012 als Bassari-Land: Kulturlandschaften der Bassari, Fula und Bedik in die Liste des UNESCO-Welterbes aufgenommen.
Seit 2016 begehen muslimische halbnomadische Hirten der Fulani in Nigeria Terrorangriffe mit Schusswaffen auf eher christliche sesshafte Bauern mit hunderten Toten.
Am 23. März 2019 wurden beim sogenannten „Ogossagou-Massaker“ 160 Fulbe in der zentralmalischen Provinz Ogossagou getötet. Angeblich wurde das Massaker durch Dogon-Milizen und Sicherheitskräfte verübt. Dies löste eine Demonstrationswelle in Mali aus, die die Regierung im August 2020 zum Rücktritt zwang.

## Kultur und Gesellschaft

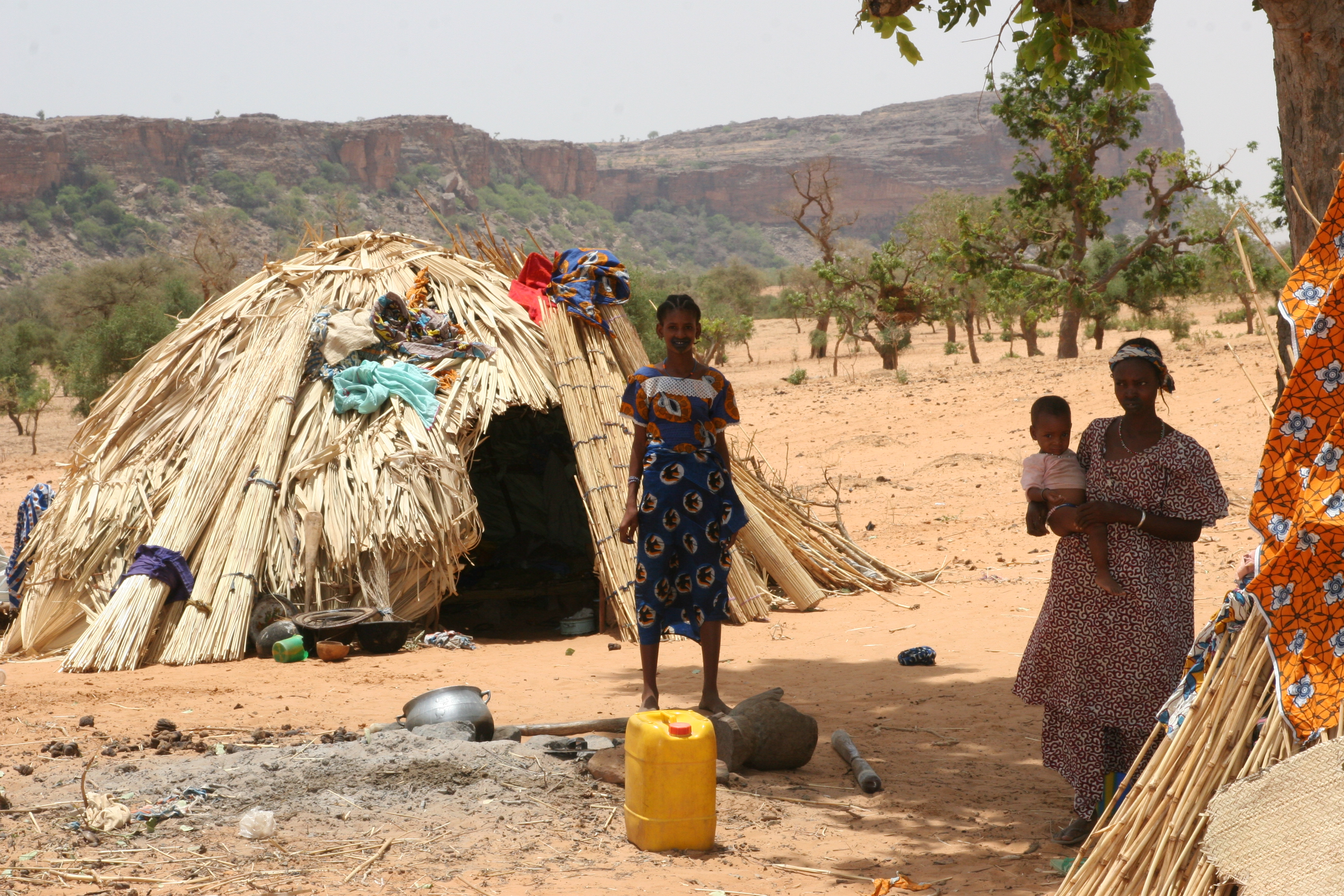
Fulbe in Mali

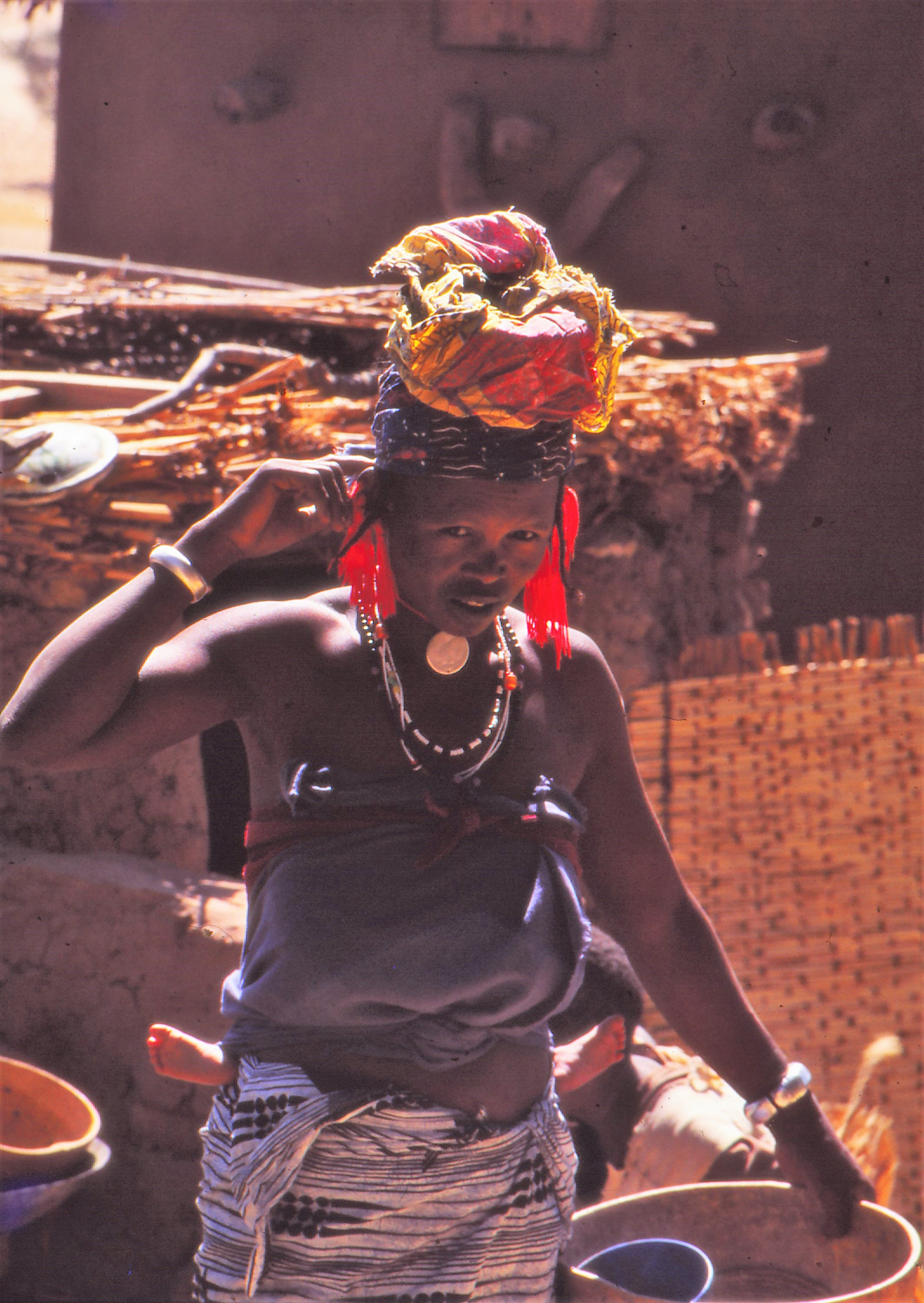
Fulbe-Frau auf dem Sangha Markt, 1992

Die Fulbe sind traditionell ein nomadisches Volk, allerdings ist wahrscheinlich die Mehrheit von ihnen im Zuge ihrer Islamisierung sesshaft geworden. Traditionell befolgen die Fulbe einen strengen Kodex, das sogenannte Pulaaku. Das Pulaaku schreibt den Fulbe vor, wie sie sich in jeglicher Situation zu verhalten haben; er determiniert ihre gesamte soziale Struktur. Das Pulaaku ist eine Lebenseinstellung, die den Grundstein der Kultur der Fulbe bildet. Es ist die Beziehungsnorm, die die sozialen Beziehungen hierarchisch strukturiert und klar regelt. Alles, was beschämend für die Familie sein könnte, muss vermieden, und alles was Ansehen, Macht und Harmonie fördert, soll getan werden.
Das Pulaaku gründet sich auf drei Säulen:
1. munyal: Selbstbeherrschung – ein Pullo soll sich immer ruhig verhalten und darf sich nicht seinen Emotionen hingeben
2. semteende: Zurückhaltung und vor allem Ehrlichkeit, die für den Pullo von großer Bedeutung ist
3. hakkile: Geist ist eine der wichtigsten Eigenschaften des Pullo – ein Pullo soll weise und gebildet sein, denn nur der Weise kann sich selbst beherrschen und bescheiden leben.

Aus den drei Grundsätzen lassen sich folgende Regeln ableiten:
1. wata a hersa: Sei dir selbst kein Anlass zur Schande!
2. wata a hula: Habe keine Furcht!
3. wata a fena: Lüge nicht!

Das Nichtbefolgen des Pulaaku bringt den Ausstoß aus der Gruppe der Fulbe mit sich.
Um das Pulaaku allerdings verstehen zu können, bedarf es eines exakten Verständnisses der Sprache.
Ihre Sprache, das Ful oder Fulfulde (der westliche Dialekt wird oft als Pulaar/Poular bezeichnet), gehört zum westatlantischen Zweig (atlantische Sprachen) der westsudanesischen Untergruppe der Niger-Kongo-Sprachfamilie. (Sprachcode: ful nach ISO 639.) Allgemein wird das Fulfulde aufgrund seiner Grammatik als eine der komplexesten Sprachen überhaupt angesehen.
In der Kultur der Fulbe steht die Kuh an erster Stelle. In der traditionellen Religion der Fulbe schuf der Gott Geno, der höchste Gott, die Welt aus einem Tropfen Milch, den er von der Urkuh Itoori erhielt. Diese wird manchmal mit Hathor, der altägyptischen Göttin der Liebe, identifiziert; die Urkuh Itoori kann auch als „Haus des Horus“; hodhorde hoori, beziehungsweise ht-hr, für Hathor verstanden werden, sie birgt in sich den Gott Horus.
Anschließend erschuf Geno die Kuh, den Mann und die Frau. Er setzte die Frau hinter die Kuh und den Mann hinter die Frau. Fulbe legen den größten Wert auf ihre Tiere; das geht sogar so weit, dass einige Selbstmord begehen, wenn sie ihre Herde verlieren. Viele Fulbe weinen bei dem Verlust ihrer Tiere, vor allem bei dem des stärksten Stieres der Herde, dem Ngaari Mawndi (die Bezeichnung wurde auch als Beiname für die Könige der senegalesischen Dynastie der Deyniankoobe gebraucht). Von daher wird die Milch als göttliches Wasser angesehen, das unverwundbar macht.
Auch die Namen der Clans haben eine Bedeutung. Bei den Fulbe existieren vier große Clans, die sich jeweils in Unterclans gliedern: Bâ, Diallo (auch Ka oder Dia), Barry und Sow.
Die Bâ gelten als die Gelehrten, sie kennen sich vor allem in wissenschaftlichen und weltlichen, aber auch geistlichen Dingen aus. Die Diallo sind die Krieger und haben eine soldatische Einstellung. Die Barry sind sowohl Kaufleute als auch Herrscher, sie haben die politische Macht inne. Die Sow sind die Initiatoren und kennen sich am besten mit den Rindern aus.
Gleichwohl ist diese Einteilung, bedingt durch Kolonialismus und Umwälzungen der Moderne, heutzutage weitgehend aufgehoben.

### Kleidung
Die traditionelle Kleidung der Fulbe besteht aus farbenreichem, wallendem Gewand. Typisch für die Fulbe-Frauen sind Henna-Zeichnungen in den Gesichtern. Männer sind mit den typischen Turbanen und Gesichtsschleiern gekleidet, womit sie äußerlich den Tuareg ähneln können. Typisch ist auch der konische Strohhut, wie er teilweise noch getragen wird.

### Körpermodifikationen

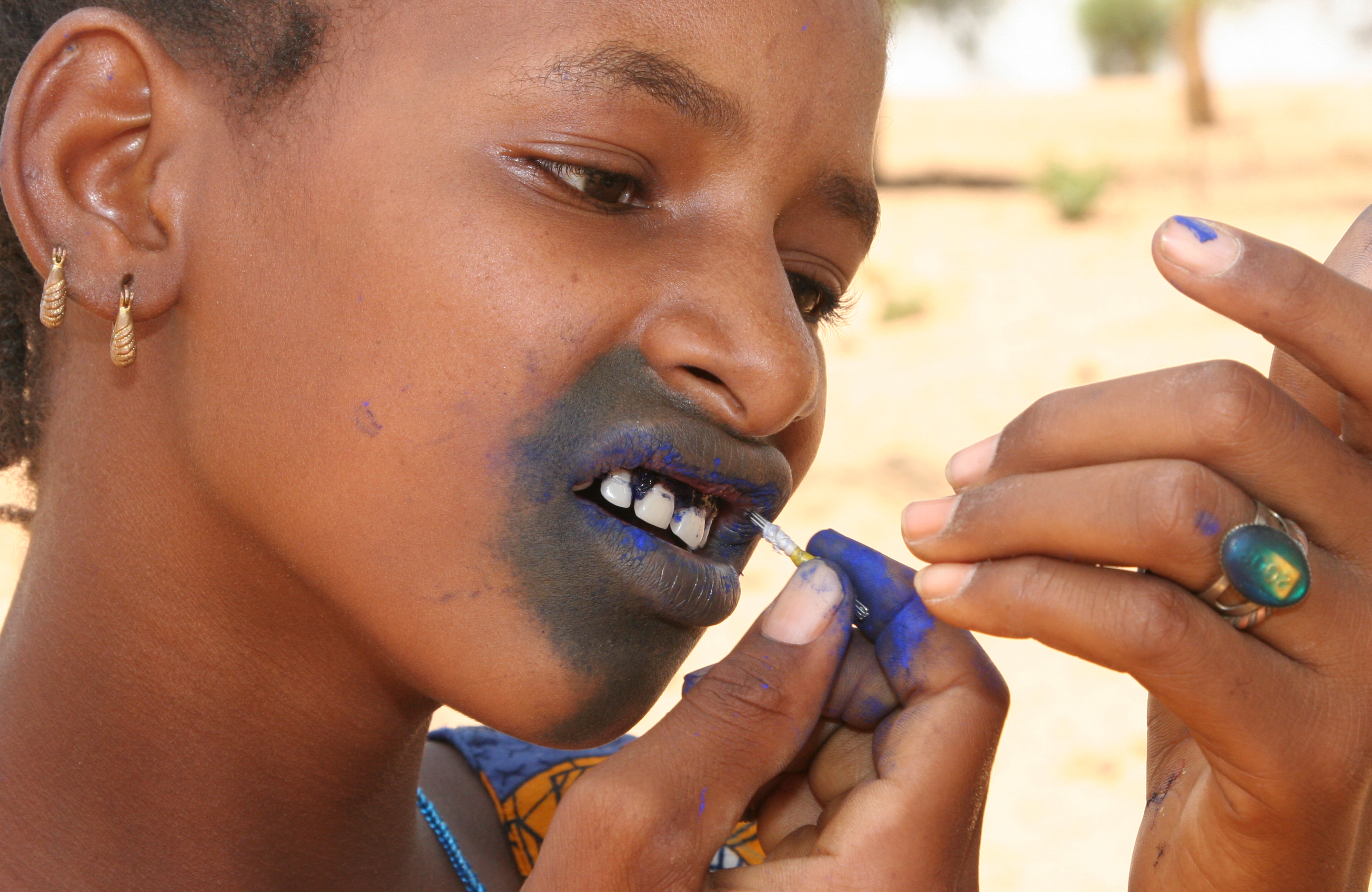
Tätowierung am Mundbereich

Frauen tragen in jedem Ohr bis zu zwölf Ohrringe. Diese werden den Mädchen ab ihrem ersten vollendeten Lebensjahr mit einer Nadel und einem Wollfaden gestochen. Der Faden verbleibt zunächst zugebunden im Ohr und die gestochene Stelle wird mit Butter eingerieben, um sie vor Infektionen zu schützen und Fliegen fernzuhalten. Auch das Tragen von Septum-Piercings ist bei den Frauen üblich.
Zudem tätowieren sich die Frauen den Mundbereich über die Lippen hinaus mit Indigo.

## Bekannte Fulbe
- Ahmadou Babatoura Ahidjo (1924–1989), erstes kamerunisches Staatsoberhaupt
- Hama Amadou (1950–2024), nigrischer Politiker
- Djaïli Amadou Amal (* 1975), kamerunische Schriftstellerin und Frauenrechtlerin
- Mariama Bâ (1929–1981), senegalesische Schriftstellerin
- Michael Baldeh († 1965), gambischer Politiker
- Paul L. Baldeh (1937–1968), gambischer Politiker
- Boubacar Boureima (* 1950), nigrischer Maler und Szenenbildner
- Amadou Cheiffou (* 1942), nigrischer Politiker und Luftfahrtingenieur
- Amadou Boubacar Cissé (* 1948), nigrischer Politiker, Tiefbauingenieur und Bankmanager
- Boubacar Cissé (1909–1989), nigrischer Manager und Politiker
- Siradiou Diallo (1936–2004), guineischer Journalist und Politiker
- Aïssa Diori (1928–1974), nigrische Frauenrechtlerin und Ehefrau des Staatspräsidenten Hamani Diori
- Henri Dupuis-Yacouba (1924–2008), nigrischer General und Politiker
- Boubacar Hama Beïdi (* 1951), nigrischer Pädagoge, Autor und Politiker
- Amadou Hampâté Bâ (1900/1901–1991), malischer Schriftsteller und Ethnologe
- Ibrahim Issa (1929–1986), nigrischer Schriftsteller, Journalist und Manager
- Abdoua Kanta (1946–2017), nigrischer Journalist, Schriftsteller und Filmregisseur
- Alfa Molo († 1881), Reichsgründer
- Yacouba Moumouni (* 1966), nigrischer Sänger und Flötist
- Pierre Sarr N’Jie (1909–1993), gambischer Politiker
- Omar Sy (* 1978), französischer Schauspieler
- ʿUmar Tall (1797–1864), Sufi, Feldherr und Reichsgründer
- Umaru Yar’Adua (1951–2010), nigerianischer Staatspräsident
- Usman dan Fodio (1754–1817), militärischer und religiöser Anführer